# Karin Wrangel
Catharina (Karin) Maria Gustava Wrangel, född 9 december 1832 i Karlskrona, död 24 maj 1920 i Växjö, var en svensk målare.
Hon var dotter till statsrådet Johan Fredrik Ehrenstam och Constance Sofia Carolina af Trolle och från 1854 gift med översten Erik Fredrik Wrangel. Hennes konst består av stadsskildringar och landskapsskildringar. Hennes målning Trädgårdsgatan 7 med Jakobs kyrkogård återutgavs i Bror Olsson och Åke Eliæsons bok Esaias Tegnér, En monografi i bild 1949.